# ドナウ・アレーナ
ドナウ・アレーナ（Duna Aréna）は、ハンガリー・ブダペスト・Dagály Úszókomplexumに位置する屋内水泳場である。

## 概要
本施設は本来、ハンガリーが2021年世界水泳選手権招致の為に整備を計画していたものであったが、2017年世界水泳選手権開催を予定していたグアダラハラ（ メキシコ）が、国家財政の逼迫を理由として大会を返上してしまったため、2021年大会立候補を予定していたハンガリーが代替開催を引き受けることとなった。
このため、施設の整備を前倒しして行うこととなり、2015年より建設が開始されることになった。
またドナウ・アレーナは隣接するマルギット島に存在するパラチヌス・ウォーターパークや国立アルフレード・ハヨーシュ・スポーツ・プールと共に整備され、2017年世界水泳選手権会場として使用される。
なお、本施設の杮落としとなったのは2016-2017 ヨーロッパ水球チャンピオンズリーグファイナルシリーズ戦（2017年5月25日 - 27日）である。

## 開催イベント
- 2016-2017 ヨーロッパ水球チャンピオンズリーグ（ハンガリー語版）ファイナルシリーズ戦（2017年5月25日 - 27日）
- 2017年世界水泳選手権
- 2022年世界水泳選手権
- 2027年世界水泳選手権
- 世界ジュニア水泳選手権（2019年）
- ヨーロッパ水泳選手権・ヨーロッパ水球選手権（2020年）
- ISL